# جن ری
جن ری (انگلیسی: Gen Re) شرکت خدمات مالی آمریکایی است، که بعنوان زیرمجموعه‌ای از شرکت برکشایر هاتاوی، در زمینه ارائه خدمات بیمه فعالیت می‌کند.